# Fábio Szymonek
Fábio Szymonek (Osasco, 11 maggio 1990) è un calciatore brasiliano, portiere del Jataiense.

## Carriera
Cresciuto nel settore giovanile del Palmeiras, ha esordito in prima squadra il 30 novembre 2013 disputando l'incontro di Série B perso 1-0 contro la Chapecoense.

## Palmarès

### Club
- Campionato brasiliano di seconda divisione: 1

Palmeiras: 2013
- Coppa del Brasile: 1

Palmeiras: 2015